# Empire Junior Hockey League
Empire Junior Hockey League (EMJHL) var en juniorishockeyliga som var baserat i östra USA och var för manliga ishockeyspelare som var under 20 år. Ligan var sanktionerad av det nationella ishockeyförbundet USA Hockey. Den var en utvecklingsliga till Eastern Junior Hockey League (EJHL).
EMJHL grundades 1997 av EJHL för att vara en utvecklingsliga till sina medlemslag och låta de spelare som inte fick chansen i EJHL, få speltid och utveckla sig i EMJHL. 2010 bestämde man sig att införa restriktioner mot spelare som var 20 år och tillät att endast två 20-åringar fick spela per lag. Ett år senare skärpte man regeln och uteslöt alla spelare som var 20 år. 2013 lades EJHL ned efter massflykt av medlemslag i syfte att starta nya juniorishockeyligor. Några anslöt sig till United States Premier Hockey League (USPHL) medan andra blev medlemmar i Eastern Hockey League (EHL). I ett senare skede av 2013 blev även EMJHL och EJHL:s andra utvecklingsliga EJHL South del av USPHL när de sade ja till att vara egna divisioner inom den nya ishockeyligan, Empire Division (EMJHL) och Elite Division (EJHL South).

## Lagen
De lag som deltog under den sista säsongen av EMJHL.
| Eastern Conference - Bay State Breakers - Boston Bandits - Boston Jr. Bruins - Connecticut Oilers - Islanders Hockey Club - New Hampshire Jr. Monarchs - Portland Jr. Pirates - Salem Ice Dogs - South Shore Kings - Springfield Pics - Valley Jr. Warriors | Southern Conference - Atlanta Jr. Knights - East Coast Eagles - Florida Jr. Blades - Florida Eels - Hampton Roads Whalers - Palm Beach Hawks - Potomac Patriots - Space Coast Hurricanes - Tampa Bay Juniors | Western Conference - Adirondack Jr. Wings - Brewster Bulldogs - Buffalo Stars - Frederick Freeze - New Jersey Hitmen - Jersey Wildcats - Maksymum Jr. Hockey Club - New York Apple Core - Philadelphia Revolution - P.A.L Juniors Islanders - Syracuse Stars |

## Mästare
De lag som vann EMJHL under ligans existens.
| - 1997–1998: Syracuse Stars - 1998–1999: ? - 1999–2000: ? - 2000–2001: ? - 2001–2002: ? - 2002–2003: ? - 2003–2004: Wheatfield Blades - 2004–2005: Wheatfield Blades | - 2005–2006: ? - 2006–2007: Boston Jr. Bruins - 2007–2008: Boston Jr. Bruins - 2008–2009: Boston Jr. Bruins - 2009–2010: New Hampshire Jr. Monarchs - 2010–2011: New York Apple Core - 2011–2012: New Hampshire Jr. Monarchs - 2012–2013: Florida Jr. Blades |

## Spelare

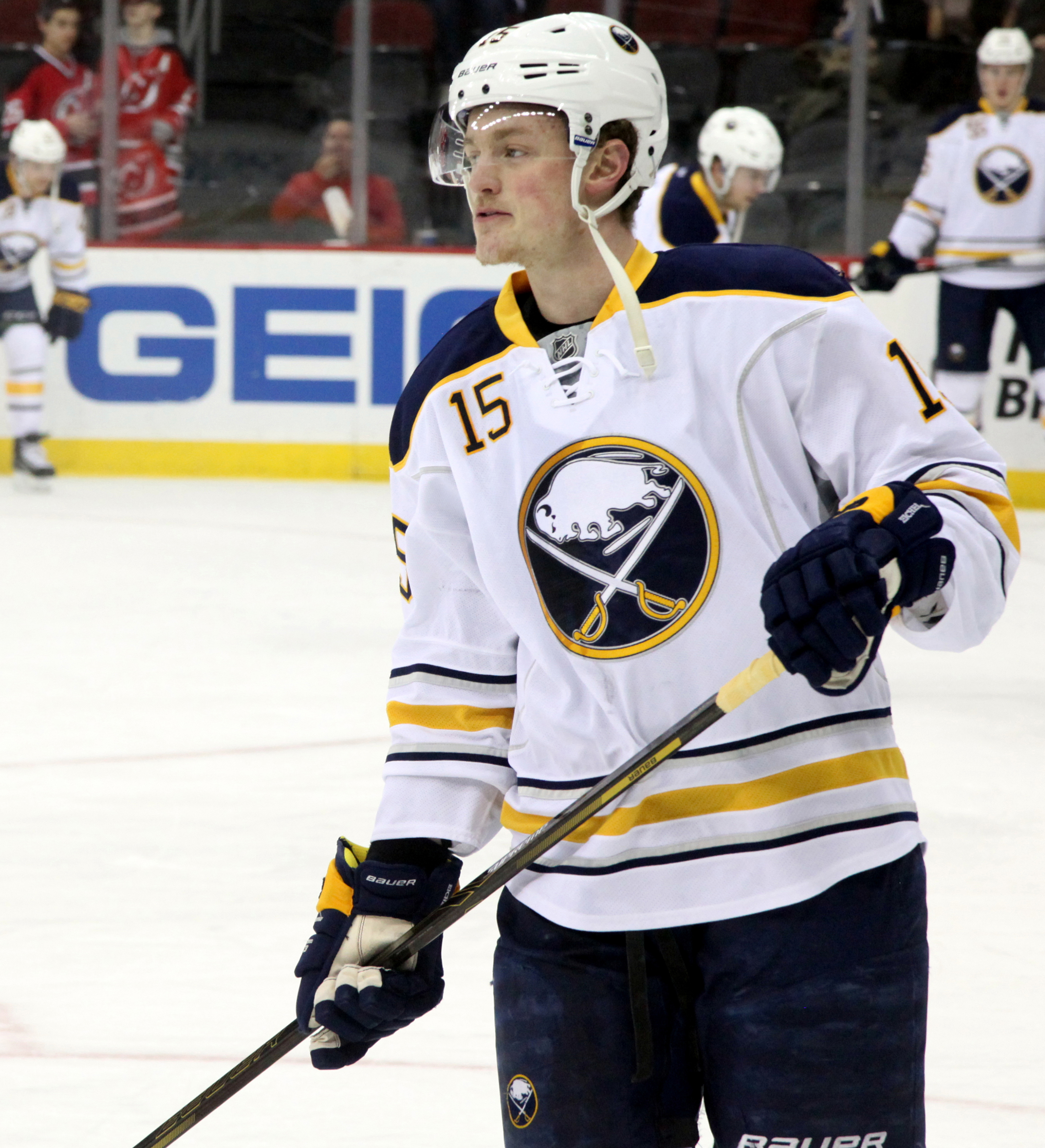
Jack Eichel.

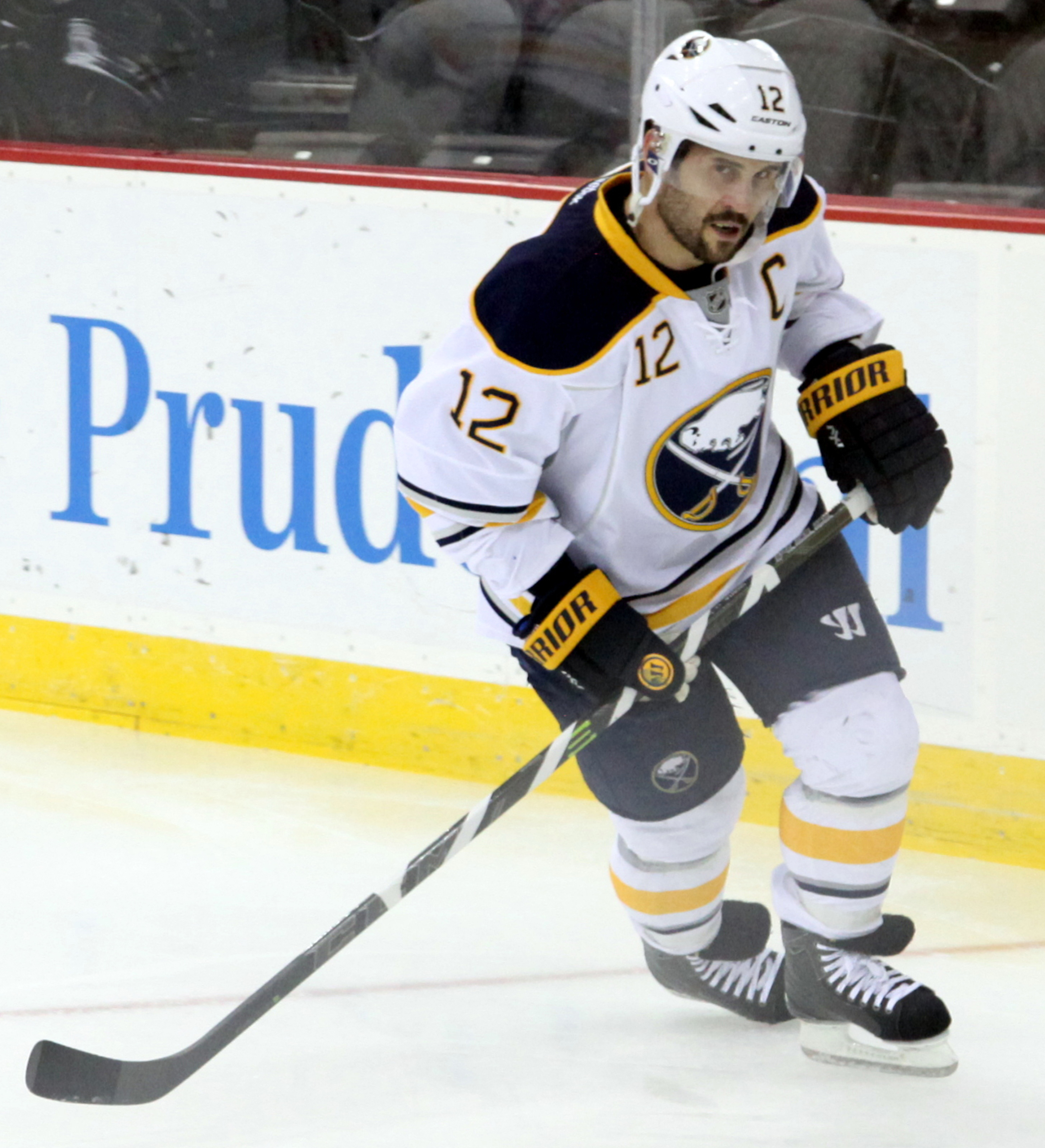
Brian Gionta.

Ett urval av ishockeyspelare som har spelat en del av sina ungdomsår i EMJHL.
| Målvakter - Richard Bachman - Tom McCollum - Anthony Stolarz | Backar - Anthony Bitetto - Connor Clifton - Matt Gilroy - Tim Gleason - Nick Petrecki - Steven Santini - Mike Weber | Forwards - Bill Arnold - Jason Bonsignore - Ryan Callahan - Jack Eichel - Brian Gionta - Zemgus Girgensons - John Henrion - Roope Hintz - Shane Prince - Miķelis Rēdlihs - Tim Schaller - Tom Sestito - Alex Tuch - Frank Vatrano - Miles Wood |